# Семяновице-Слёнске
Семянови́це-Слёнске (пол. Siemianowice Śląskie [ɕɛmjanɔˈvit͡sɛ ˈɕlɔ̃skʲɛ], сил. Śymjanowicy, нем. Siemianowitz) — город в Польше, входит в Силезское воеводство. Имеет статус городского повята. Занимает площадь 25,5 км². Население: 72 869 человек (на 2005 год).

## Галерея

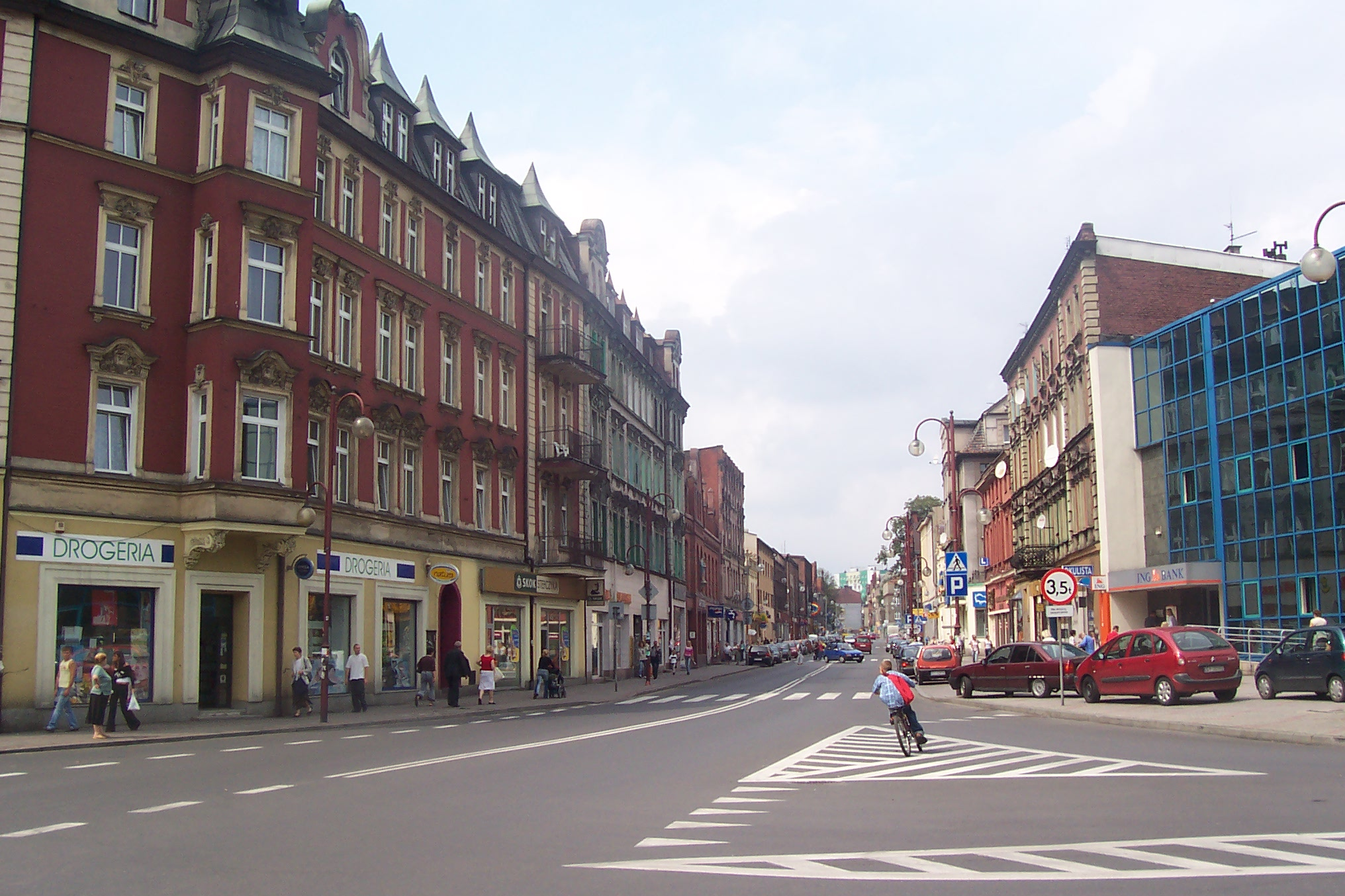
Улица Сверчевского
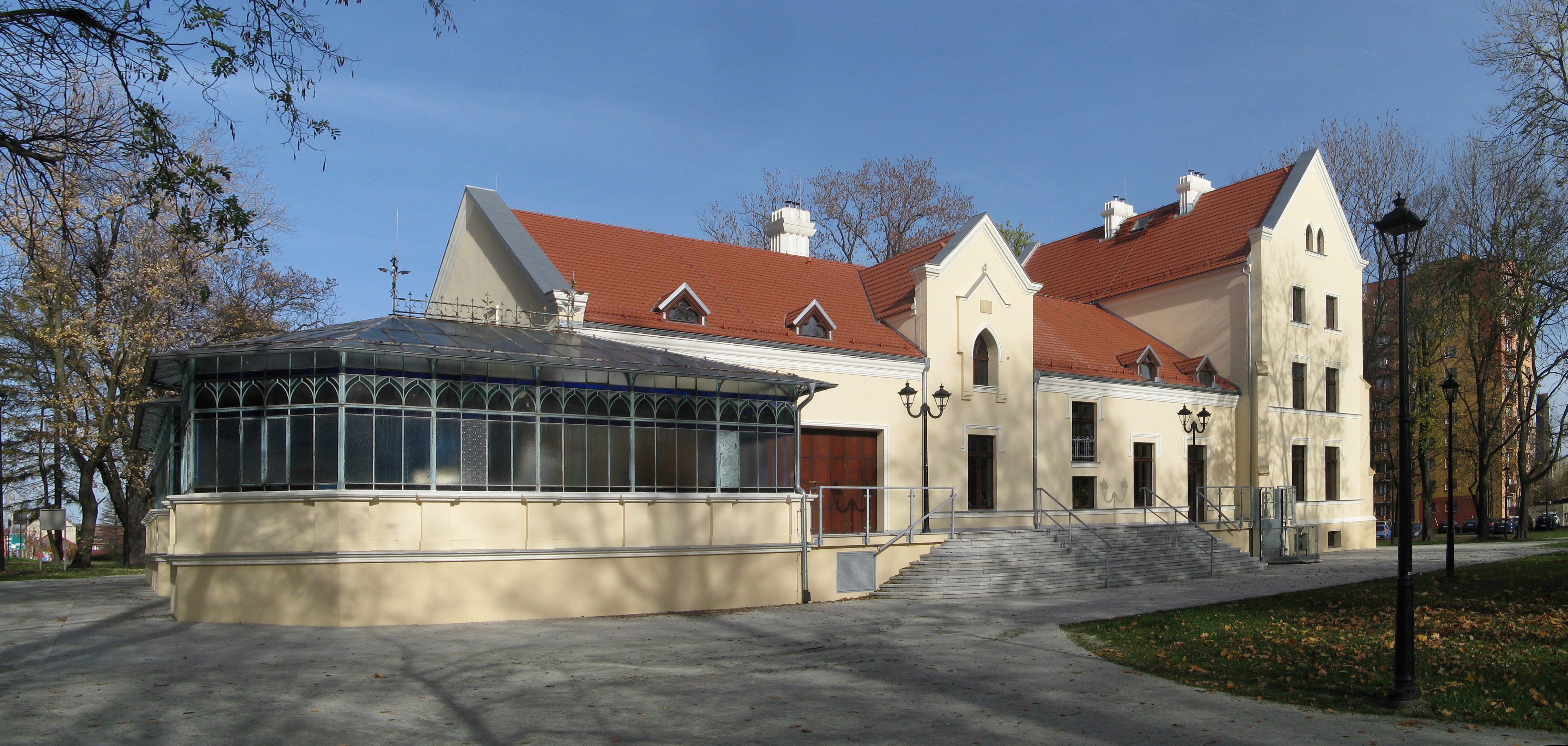
Замок в районе Михалковице
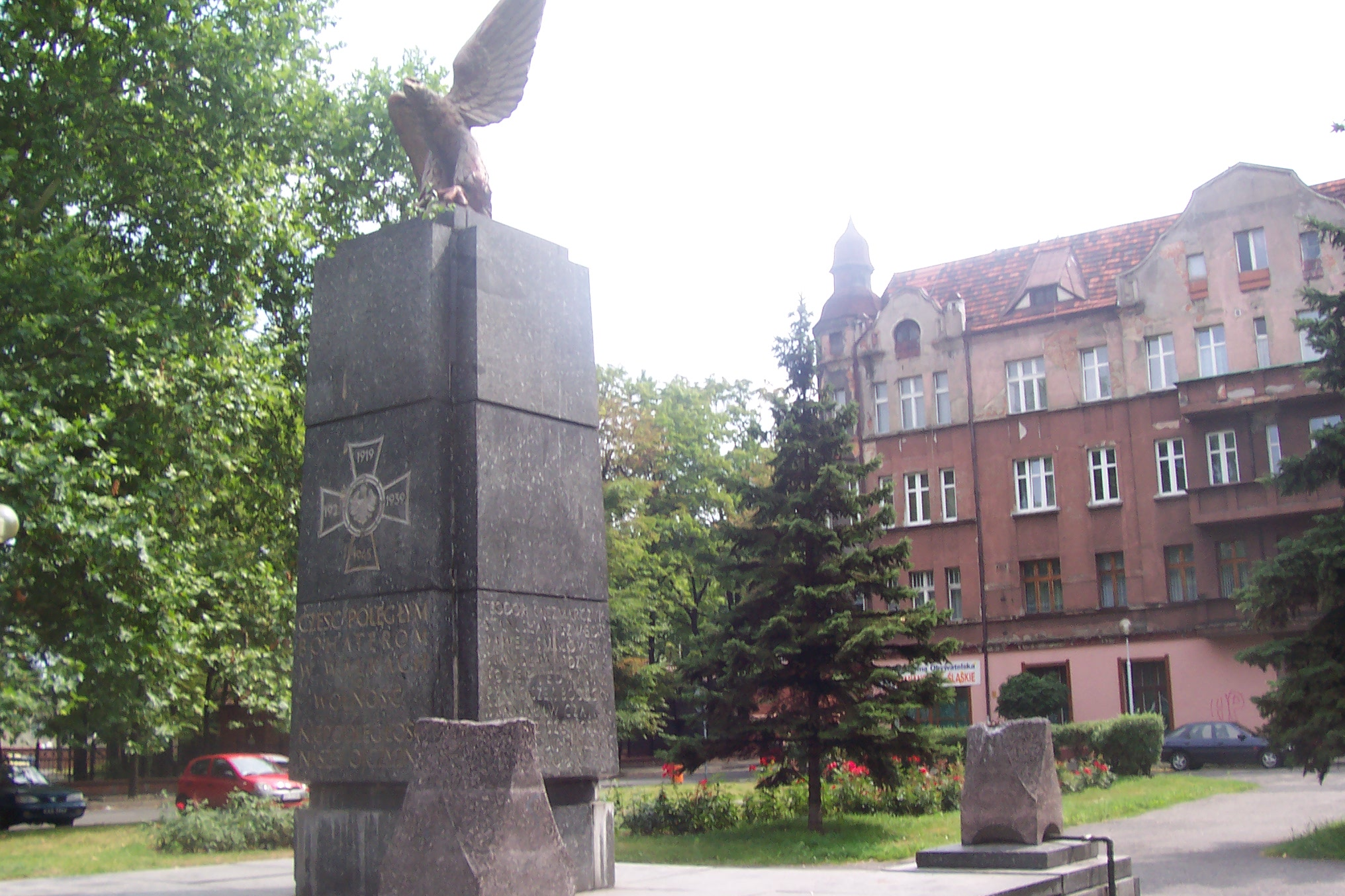
Памятник силезским повстанцам
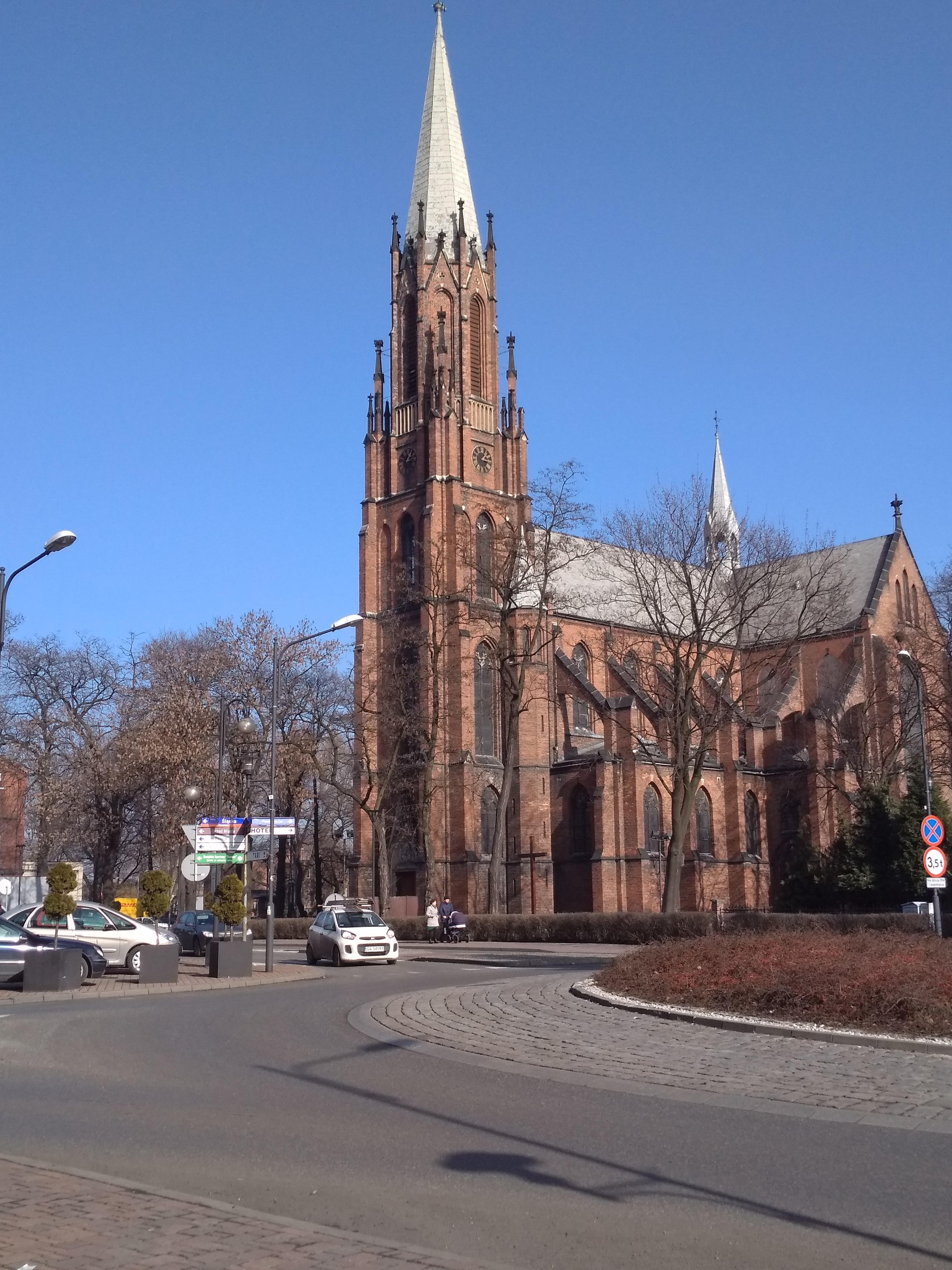
Костёл св. Креста

## Известные уроженцы
- Корфанты, Войцех (1873—1939) — государственный и политический деятель.
- Средницкий, Хенрик (1955—2016) — польский боксёр-любитель, чемпион мира (1978), двукратный чемпион Европы (1977 и 1979).
- Шидляк, Ян (1925—1997) — член Политбюро ЦК ПОРП.

## Города-побратимы
- Ваттрело, Франция
- Кымпия-Турзи, Румыния
- Мохач, Венгрия
- Яблунков, Чехия